# Возвращение со звёзд
«Возвращение со звёзд» (пол. Powrót z gwiazd) — научно-фантастический роман польского писателя Станислава Лема. Роман описывает попытку человека, вернувшегося через 127 лет на Землю из космической экспедиции, приспособиться к сильно изменившемуся обществу.
Впервые опубликован на польском языке в 1961 году. Первое полное русскоязычное издание выпущено в 1965 году в переводе Евгения Вайсброта и Рафаила Нудельмана.

## Сюжет
Роман рассказывает историю астронавта Эла Брегга, который вернулся на Землю через 127 лет из космической экспедиции на Фомальгаут, из-за релятивистского замедления времени занявшей для него около 10 лет. На родной планете он находит утопическое общество без насилия и войн. Главному герою тяжело признать эту цивилизацию своей.
Вскоре Эл узнаёт, что в основе новой цивилизации лежит процедура бетризации, которая нейтрализует все агрессивные импульсы в мозге человека и усиливает инстинкт самосохранения. Однако у этой процедуры есть и побочные эффекты, по крайней мере, с точки зрения Эла. Человечество не склонно к риску, в частности, космические полёты рассматриваются как неоправданный авантюризм. Он и другие космонавты становятся для общества чужими и даже опасными, так как они не были бетризованы.
Перед главным героем стоит выбор: принять ценности нового общества, или же стать изгоем. А может быть, снова улететь в космос, как планируют остальные вернувшиеся астронавты. Встретив свою будущую жену Эри, он решает остаться в новом обществе.

## Автор о романе
…«Солярис» я считаю удачным романом, а «Возвращение со звёзд» — неудачным (потому что центральная для этой книги проблема искоренения социального зла рассмотрена слишком уж примитивно и неправдоподобно. Если даже допустить возможность «фармакологического» устранения зла, причиняемого намеренно, то всё же никакое химическое или любое другое воздействие на мозг не способно устранить общественные отношения, конфликты и противоречия, порождающие непреднамеренное социальное зло).— Станислав Лем. «Моя жизнь».

## Русские переводы
- Е. П. Вайсброт и Р. Э. Нудельман, 1965
- Г. А. Гудимова и В. М. Перельман, 1991
- Ю. Абызов и с предисловием В. Ревича
  - Лем С. Озот, Кресс или Герма?: [Отрывок из «Возвращения со звёзд»] // Литературная газета. — М., 1962 — 11 дек. — С. 4.

## Экранизация
- "Возвращение со звезд", 6 серий, телеспектакль Лентелефильма, 1989 г.